# Northrop Grumman E-8 Joint STARS
O Northrop Grumman E-8 Joint Surveillance Target Attack Radar System (Joint STARS, ou "Sistema de Radar de Ataque ao Alvo de Vigilância") é uma aeronave de vigilância terrestre, gerenciamento de batalha e comando e controle da Força Aérea dos Estados Unidos. Sua missão é rastrear veículos terrestres e algumas aeronaves, coletar imagens e retransmitir imagens táticas para comandantes terrestres e aéreos. A aeronave é operada pelas unidades da Força Aérea dos EUA e da Guarda Aérea Nacional e também transporta pessoal especialmente treinado do Exército dos Estados Unidos como tripulação de voo adicional. A aeronave é baseada na plataforma do avião comercial Boeing 707-300.
Posto em serviço em 1991, a aeronave foi finalmente aposentada em 2023, restando apenas o avião E-3 Sentry como avião radar de vigilância na frota da USAF.